# A magyar állam tulajdonában álló műemlékek listája Csongrád-Csanád vármegyében
Az alábbi lista a Csongrád-Csanád vármegyében található, magyar állam tulajdonában álló, országos műemléki védettségű ingatlanokat tartalmazza.
 Az alábbi műemléki lista a Magyar Nemzeti Vagyonkezelő Zrt. nyilvántartásának 2013. szeptemberi állapotán alapul, az oldal tartalma csupán tájékoztató jellegű! Az országos műemléki nyilvántartás közhiteles forrása a Lechner Lajos Tudásközpont.
|  | Bővebben: Régi városháza (Makó) |

|  | Bővebben: Bolyai épület (Szeged) |

|  | Bővebben: Kakuszy-ház |

|  | Bővebben: Dóm tér (Szeged) |

|  | Bővebben: Dóm tér (Szeged) |

|  | Bővebben: Dóm tér (Szeged) |

|  | Bővebben: Tóth Péter-ház |

|  | Bővebben: Rósa-ház |

|  | Bővebben: Vajda-palota |

|  | Bővebben: Tűzoltólaktanya (Szeged) |

|  | Bővebben: Márer-ház |